# Alpenromanen
Als Alpenromanen werden zusammenfassend alle romanisch-sprachigen Angehörigen von in den Alpen lebenden Minderheitenvölkern bezeichnet, vor allem Rätoromanen in der Schweiz sowie Friauler und Ladiner in Italien.
Diese Völker sind zwar romanisch-stämmig, aber nicht italienisch, auch wenn sie in der ersten Hälfte des 20. Jahrhunderts einem starken Italianisierungsdruck ausgesetzt waren. Ob ihre Idiome tatsächlich miteinander verwandt und Dialekte einer gemeinsamen rätoromanischen Sprache sind, ist Gegenstand der Questione Ladina.
Die meisten der in der Antike romanisierten Alpenbewohner und letzten Bürger des untergegangenen Weströmischen Reiches waren 488 von Odoaker bzw. Hunulf nach Italien evakuiert und dort italienisiert worden. Die wenigen, in geschützten Alpentälern verbliebenen Romanen, wurden von Rom isoliert und gerieten spätestens seit 1512 unter schweizerdeutschen Einfluss.